# Coregonus lucinensis
Coregonus lucinensis  (Duits: Luzin-Maräne) is een straalvinnige vissensoort uit de familie van de zalmen (Salmonidae) en de onderfamilie houtingen. De wetenschappelijke naam van de soort is voor het eerst geldig gepubliceerd in 1933 door August Thienemann als ondersoort van de kleine marene (C. albula lucinensis). De  Luzin-Maräne is een endemische vissoort in Duitsland.

## Kenmerken
Deze houtingsoort wordt hoogstens 16 cm. De vis verschilt van andere soorten houtingen zoals de kleine marene door zijn kleine formaat en bij zorgvuldig meting van tal van lichaamskenmerken in hun verhouding tot de lengte van de vis. Er zijn 72 tot 82 schubben op de zijlijn.

## Verspreiding en leefgebied
Coregonus lucinensis komt alleen voor in een klein meer (Breiter Luzin, 3,54 km²), in de Duitse deelstaat Mecklenburg-Voor-Pommeren. De vis verblijft in diep (20 tot 58 m) open water en paait in mei en juni. De vis foerageert op de bodem, voornamelijk op larven van dansmuggen en aasgarnalen.

## Status
De soort staat als kwetsbaar op de Rode Lijst van de IUCN omdat de populatie in de jaren 1970 sterk achteruitging door eutrofiëring. Daarna verbeterde de waterkwaliteit en nemen de aantallen weer toe, maar de introductie van verwante soorten houtingen in het meer kan schadelijk zijn voor het  voorbestaan van deze soort.